# ザッカリー・リーバーマン
ザッカリー・リーバーマン（英語: Zachary Lieberman）はアメリカ在住のニューメディア・アーティスト、デザイナー、プログラマー、教育者である。クリエイティブ・コーディングのためのライブラリであるopenFrameworksの提唱者の一人である。

## 作品
リーバーマンの作品は、アルス・エレクトロニカを始め、世界中の数多くのイベントや展示に出展されている。
Theodore Watoson、Arturo Castroらと、クリエイティブ・コーディングのためのオープンソースC++ライブラリ「openFrameworks」の開発を始める。
2013年、リーバーマンはニューヨーク市マンハッタンに、ニューメディアアートのための学校、そしてレジデンスでもあるSchool for Poetic Computationを共同設立する。